# Albert Guðmundsson (futbolista nacido en 1997)
Albert Guðmundsson (Reikiavik, 15 de junio de 1997) es un futbolista islandés que juega en la demarcación de delantero para la ACF Fiorentina de la Serie A de Italia.

## Biografía
Es hijo del exjugador y actual ayudante de campo Gudmundur Benediktsson.

## Selección nacional
Tras jugar en la selección de fútbol sub-16 de Islandia, en la sub-17, en la sub-19 y en la sub-21, finalmente el 10 de enero de 2017 hizo su debut con la selección absoluta en un encuentro contra China que finalizó con un resultado de 0-2 a favor del combinado islandés tras los goles de Kjartan Finnbogason y de Aron Sigurðarson. El 11 de mayo de 2018 fue elegido por el seleccionador Heimir Hallgrímsson para el equipo que disputaría el mundial.

### Goles internacionales
| #  | Fecha                 | Estadio                                            | Oponente      | Gol | Resultado | Competición                         |
| -- | --------------------- | -------------------------------------------------- | ------------- | --- | --------- | ----------------------------------- |
| 1  | 14 de enero de 2018   | Estadio Bung Karno, Yakarta, Indonesia             | Indonesia     | 1-1 | 1-4       | Amistoso                            |
| 2  | 14 de enero de 2018   | Estadio Bung Karno, Yakarta, Indonesia             | Indonesia     | 1-3 | 1-4       | Amistoso                            |
| 3  | 14 de enero de 2018   | Estadio Bung Karno, Yakarta, Indonesia             | Indonesia     | 1-4 | 1-4       | Amistoso                            |
| 4  | 8 de junio de 2021    | Estadio Municipal de Poznan, Poznan, Polonia       | Polonia       | 0-1 | 2-2       | Amistoso                            |
| 5  | 11 de octubre de 2021 | Laugardalsvöllur, Reikiavik, Islandia              | Liechtenstein | 2-0 | 4-0       | Clasificación para el Mundial 2022  |
| 6  | 11 de octubre de 2021 | Laugardalsvöllur, Reikiavik, Islandia              | Liechtenstein | 3-0 | 4-0       | Clasificación para el Mundial 2022  |
| 7  | 21 de marzo de 2024   | Estadio Ferenc Szusza, Budapest, Hungría           | Israel        | 1-1 | 1-4       | Clasificación para la Eurocopa 2024 |
| 8  | 21 de marzo de 2024   | Estadio Ferenc Szusza, Budapest, Hungría           | Israel        | 1-3 | 1-4       | Clasificación para la Eurocopa 2024 |
| 9  | 21 de marzo de 2024   | Estadio Ferenc Szusza, Budapest, Hungría           | Israel        | 1-4 | 1-4       | Clasificación para la Eurocopa 2024 |
| 10 | 26 de marzo de 2024   | Estadio Municipal de Breslavia, Breslavia, Polonia | Ucrania       | 0-1 | 2-1       | Clasificación para la Eurocopa 2024 |

## Estadísticas

### Clubes
Actualizado de acuerdo al último partido jugado el 15 de abril del 2024.
| Club                         | Div.          | Temporada     | Liga  | Liga  | Copa  | Copa  | Internacional | Internacional | Total | Total |
| Club                         | Div.          | Temporada     | Part. | Goles | Part. | Goles | Part.         | Goles         | Part. | Goles |
| ---------------------------- | ------------- | ------------- | ----- | ----- | ----- | ----- | ------------- | ------------- | ----- | ----- |
| Jong PSV · Países Bajos      | 2.ª           | 2015-16       | 14    | 1     | —     | —     | —             | —             | 14    | 1     |
| Jong PSV · Países Bajos      | 2.ª           | 2016-17       | 34    | 18    | —     | —     | —             | —             | 34    | 18    |
| Jong PSV · Países Bajos      | 2.ª           | 2017-18       | 15    | 9     | —     | —     | —             | —             | 15    | 9     |
| Jong PSV · Países Bajos      | Total club    | Total club    | 63    | 28    | 0     | 0     | 0             | 0             | 63    | 28    |
| PSV Eindhoven · Países Bajos | 1.ª           | 2017-18       | 9     | 0     | 3     | 0     | 0             | 0             | 12    | 0     |
| PSV Eindhoven · Países Bajos | Total club    | Total club    | 9     | 0     | 3     | 0     | 0             | 0             | 12    | 0     |
| AZ Alkmaar · Países Bajos    | 1.ª           | 2018-19       | 25    | 6     | 2     | 0     | —             | —             | 27    | 6     |
| AZ Alkmaar · Países Bajos    | 1.ª           | 2019-20       | 4     | 0     | 0     | 0     | 4             | 1             | 8     | 1     |
| AZ Alkmaar · Países Bajos    | 1.ª           | 2020-21       | 26    | 7     | 1     | 0     | 8             | 4             | 35    | 11    |
| AZ Alkmaar · Países Bajos    | 1.ª           | 2021-22       | 19    | 4     | 1     | 0     | 8             | 2             | 28    | 6     |
| AZ Alkmaar · Países Bajos    | Total club    | Total club    | 74    | 17    | 4     | 0     | 20            | 7             | 98    | 24    |
| Genoa C. F. C. · Italia      | 1.ª           | 2021-22       | 12    | 1     | —     | —     | —             | —             | 12    | 1     |
| Genoa C. F. C. · Italia      | 2.ª           | 2022-23       | 36    | 11    | 2     | 3     | —             | —             | 38    | 14    |
| Genoa C. F. C. · Italia      | 1.ª           | 2023-24       | 30    | 13    | 2     | 2     | —             | —             | 32    | 15    |
| Genoa C. F. C. · Italia      | Total club    | Total club    | 76    | 25    | 4     | 5     | 0             | 0             | 82    | 30    |
| Total carrera                | Total carrera | Total carrera | 224   | 70    | 11    | 5     | 20            | 7             | 255   | 82    |

## Palmarés

### Campeonatos nacionales
| Título     | Club          | País         | Año  |
| ---------- | ------------- | ------------ | ---- |
| Eredivisie | PSV Eindhoven | Países Bajos | 2018 |